# Montendre
Montendre è un comune francese di 3 228 abitanti situato nel dipartimento della Charente Marittima nella regione della Nuova Aquitania.

## Società

### Evoluzione demografica
Abitanti censiti

## Amministrazione

### Gemellaggi
- Sulz am Neckar, dal 1976
- Onda, dal 1995